# Omar Gooding
Omar Gooding, né le 19 octobre 1976 à Los Angeles, aussi connu sous le nom de Big O est un acteur américain.

## Biographie
Omar Gooding est le frère cadet de Cuba Gooding Jr. ainsi que le fils de Cuba Gooding Sr. Il est principalement connu pour ses apparences dans des séries comme Le Petit Malin, Playmakers ou encore Hangin' with Mr. Cooper mais aussi les films Ghost Dad et Baby Boy.
Gooding a été arrêté pour possession d'arme à feu en 1995 et condamné à 18 mois de probation. Il joue souvent au No Limit Texas Hold 'Em au casino Aladdin de Las Vegas (Nevada).
On peut le voir en invité dans un épisode de Les Experts : Miami en 2006, ainsi que durant le troisième épisode de la 7e saison de la série télévisée Gray's Anatomy.
Gooding joue le personnage d'Odelle dans la saison 3 de Deadwood.
on peut aussi le voir dans le téléfilm l'île mystérieuse.

## Filmographie partielle
- 2005 : L'Île mystérieuse (Mysterious Island) de Russell Mulcahy (TV)